# Israel Tal
Israel Tal (hebreu: ישראל טל setembre de 1924 – 8 de setembre de 2010), també conegut com a "Talik" (hebreu: טליק) va ser un general de les Forces de Defensa d'Israel, conegut pel seu coneixement de la guerra de tancs i per liderar el desenvolupament del tanc Merkava israelià.

## Biografia
Tal començà el seu servei militar a la Brigada Jueva de l'exèrcit britànic, servint a Itàlia durant la Segona Guerra Mundial. Posteriorment serviria com a oficial inferior durant la guerra de la Independència, va comandar una brigada durant la guerra del Sinaí de 1956, una divisió cuirassada al Sinaí durant la guerra dels Sis Dies, i comandà el front meridional a les etapes finals de la guerra del Yom Kippur.

### Carrera militar
Després del final de la guerra del Yom Kippur, servint com a comandant del front meridional, rebé l'ordre del cap de l'Estat Major Rav Aluf David Elazar i del ministre de defensa Moixé Dayan que ataqués les forces egípcies. Tal es negà a obeir l'ordre, insistint que era una ordre immoral i que per portar a terme l'atac requeria l'autorització del Primer Ministre i del Tribunal Suprem. Aquesta autorització no arribà mai. Tal guanyà la disputa, però la seva negativa a obeir una ordre il·legal pràcticament eliminà les oportunitats que tenia de ser nominat pel càrrec de cap de l'estat major tot succeint el general Eleazar.
El 1970, Israel decidí que necessitava ser capaç de construir tancs independentment a causa de la incertesa de les vendes a l'estranger. Tal encapçalà un equip de desenvolupament que va tenir en compte les característiques dels camps de batalla d'Israel i les lliçons apreses de les guerres prèvies, i començà el desenvolupament del tanc Merkava israelià.

## Doctrina cuirassada

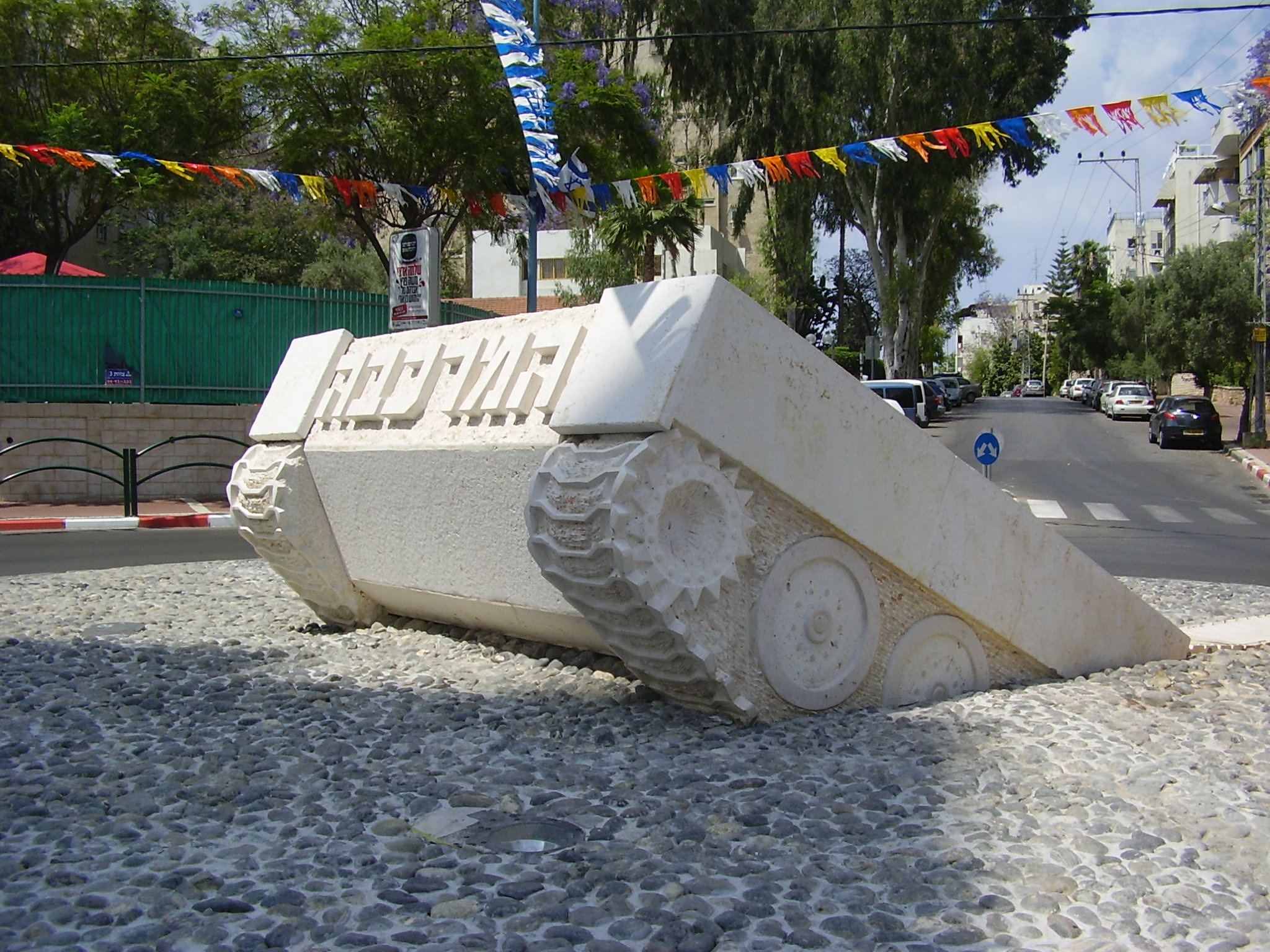
Monument Merkava, Rehovot

Tal va ser el creador de la doctrina cuirassada que portà els èxits israelians al Sinaí durant la guerra dels Sis Dies. Després de la crisi de Suez, Tal organitzà els blindats com l'element principal de les Forces de Defensa d'Israel, caracteritzades per la seva gran mobilitat i per l'assalt sense descans. Començant el 1964, l'aluf Tal va fer-se càrrec del cos cuirassat israelià i tornà a entrenar tot els artillers israelians perquè aconseguissin impactes a més d'1,5 km. En terreny obert, una distància de foc així es demostraria vital per a la supervivència del cos cuirassat a les guerres posteriors. La seva mobilitat és comparable a la Blitzkrieg alemanya i molts la consideren com una evolució d'aquella tàctica. La transformació i l'èxit de Tal el 1967 van fer que les Forces de Defensa d'Israel expandissin el paper dels blindats. Això, però, comportà que es reduís l'atenció en altres aspectes menys glamurosos, encara que essencials, com la Infanteria. Després de l'atac per sorpresa el 1973, aquest enfocament excessiu en els blindats per una ofensiva ràpida deixà temporalment l'exèrcit israelià sense una capacitat defensiva adequada. Només a les darreres etapes de la guerra els blindats van poder mostrar el seu potencial; els blindats del general Avraham Adan travessaren les línies egípcies, creuaren el Canal de Suez i, malgrat que s'havia acordat un alto el foc, les tropes israelianes envoltaren el 3r Exèrcit egipci prop de Suez. Mentre que les FDI havia assolit una força més equilibrada des de 1973, el desenvolupament de la doctrina cuirassada de Tal ha estat molt important per a les FDI i ha influenciat doctrines cuirassades en altres parts del món. Tal i el seu equivalent egipci van asseure's a la terra del desert per negociar els termes de l'alto el foc al Sinaí.

## Distincions i Honors

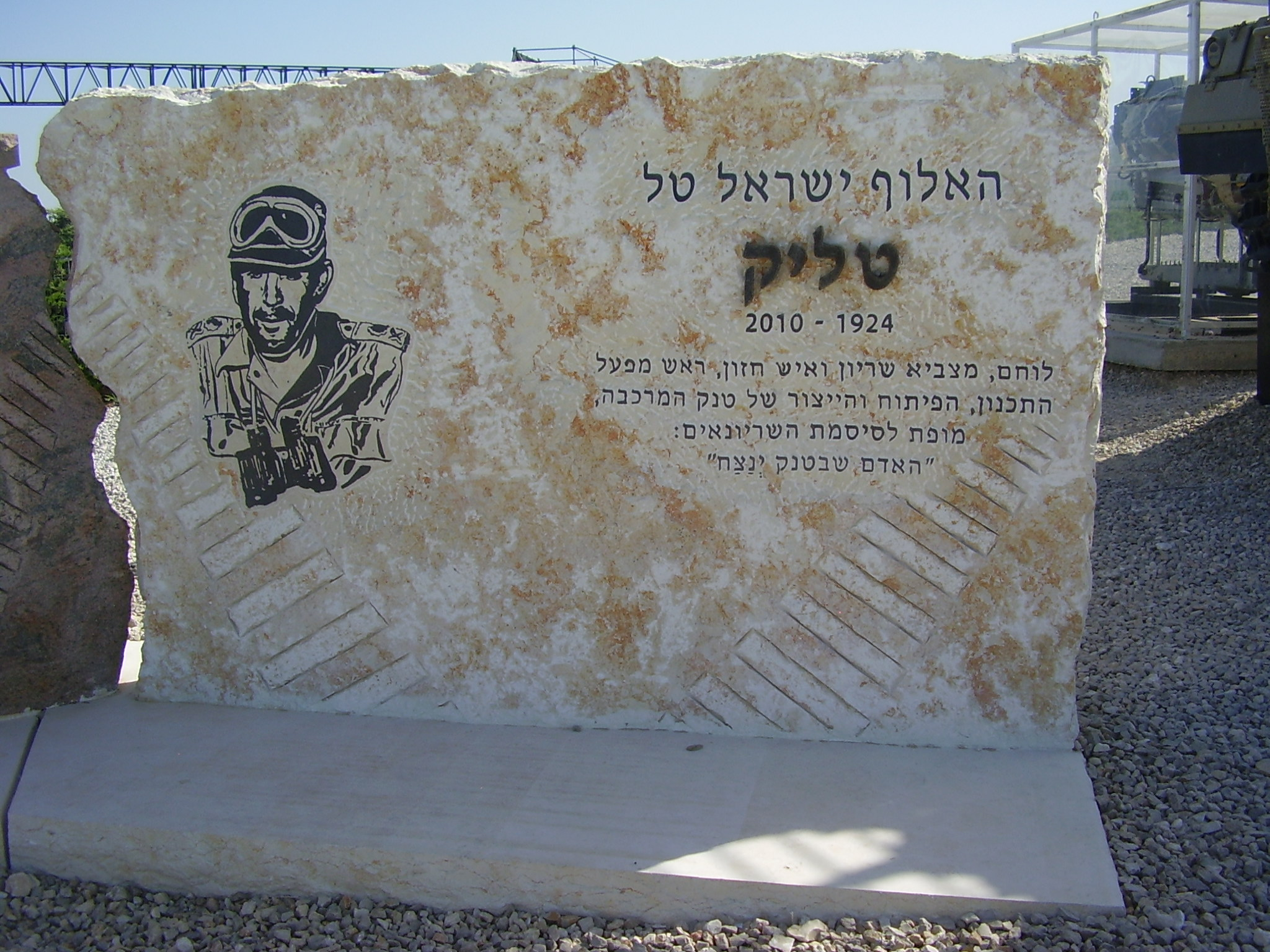
Memorial a l'Aluf Israel Tal a Latrun, Israel

Israel Tal va rebre el Premi de la Seguretat d'Israel Eliyahu Golomb el 1961 i el 1973. El 1997 Tal va rebre el Premi Israel per la seva contribució a la societat i a l'estat d'Israel. El 1991 va rebre un doctorat honorífic a la Universitat del Négev Ben Gurion. El 2002 va ser escollit "Cavaller de Qualitat del Govern" pel Moviment per la Qualitat del Govern d'Israel a la categoria "Milícia i seguretat".
El retrat d'Israel Tal apareix al Mur dels Grans Comandants de Blindats del Museu Patton de Cavalleria i Cuirassats, juntament amb el seu compatriota Moshe Peled, els estatunidencs George Patton i Creighton Abrams i l'alemany Erwin Rommel.